# Lutzberg
Der Lutzberg ist ein Ortsteil der Gemeinde Gerstungen im Wartburgkreis in Thüringen.

## Lage
Der Lutzberg befindet sich etwa drei Kilometer östlich der Ortslage von Gerstungen und etwa neunzehn Kilometer (Luftlinie) nordwestlich der Kreisstadt Bad Salzungen entfernt. Der Lutzberg liegt in waldreicher Umgebung in einer Rodungsfläche des Böller.
Die geographische Höhe des Ortes beträgt 315 m ü. NN.

## Geschichte
Der Hof Lutzberg gehörte zu einer Gruppe von Höfen und Kleinsiedlungen, die im Umfeld der Brandenburg bei Lauchröden gegründet wurden. Der Ort war stets nach Herda eingepfarrt und eingeschult gewesen. Die Größe der Flur betrug 54,6 Hektar.

## Verkehr

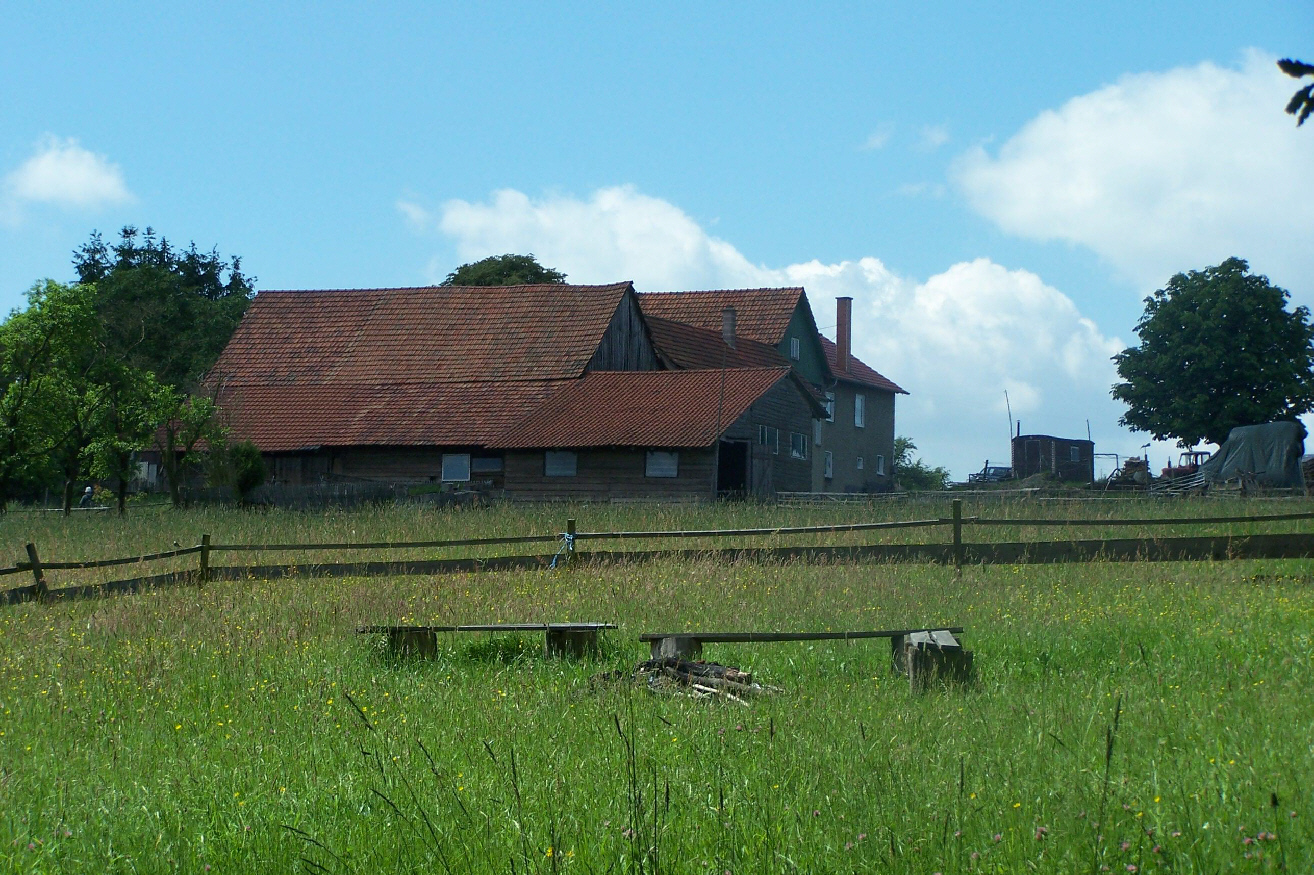
Der Hof Lutzberg

Der Lutzberg wurde einst an einem Zweig der Handelsstraße Kurze Hessen erbaut, auch führt der Sallmannshäuser Rennsteig dicht am Hof vorbei. Die Siedlung liegt heute etwas abgelegen vom Verkehr und wird über die Ortsverbindungsstraße Gerstungen – Oberellen erreicht.